# N. N. («О думи мої! О славо злая!..»)
«N. N. („О думи мої! О славо злая!..“)» — вірш Тараса Шевченка, написаний 1848 року в Орській фортеці.

## Написання
Зберігся чистовий автограф вірша у «Малій книжці». Автограф не датовано. Вірш датується дослідниками за місцем автографа у «Малій книжці» серед творів 1847 року та часом перебування Шевченка з 22 червня 1847-го по 11 травня 1848 року в Орській фортеці, орієнтовно: кінець червня — грудень 1847 року, місце написання — Орська фортеця.
Первісний автограф не відомий. Після повернення з Аральської описової експедиції до Оренбурга, наприкінці 1849-го (не раніше 1 листопада) або на початку 1850 року (не пізніше дня арешту поета 23 квітня), Шевченко переписав вірш з невідомого ранішого автографа до «Малої книжки» (під № 11 до сьомого зшитка за 1846—1847 роки). Згодом, найімовірніше 1857 року, наприкінці свого перебування на засланні у Новопетровському укріпленні, Шевченко виправив рядок 23 («Що теє диво всіми кохане» на «А теє диво, всіми кохане»). Тоді ж, тим же чорнилом, він перекреслив вірш навхрест. До «Більшої книжки» твір не переписано.
З «Малої книжки» вірш переписано до рукописного списку невідомої особи з окремими, за свідченням О. Кониського, виправленнями Шевченка кінця 1850-х років, що належав Л. Жемчужникову і тепер не відомий. За цим списком О. Кониський вперше надрукував вірш у «ЗНТШ» (1901 рік, книга 1, стор. 3). Опублікований О. Кониським текст має чимало різночитань, зокрема, відсутній рядок 8, немає крапок замість рядка 9, а в окремих рядках є лексичні відміни, які іноді міняють зміст:
7 Тільки не кидай в пекло з собою
12 І непотрібного кесаря-ката
17 За пісню-думу: «Ой гаю мій, гаю»!
18 І не такі, як я, дарма співали.

## Публікація
Вперше вірш введено до збірки творів у виданні: «Шевченко Т. Кобзарь» (СПб., 1907 рік, стор. 347 (подано за текстом «Малої книжки»)).

## Сюжет
У вірші поєднуються два ліричні мотиви — мотив нескореності поета-революціонера, його вірності своїм ідеалам («Караюсь, мучуся… але не каюсь!…») і мотив слави. Поет гірко іронізує з «нерозбірливості» слави, яка «однаковісінько» «привітала // Нерона лютого, Сарданапала, // Ірода, Каїна, Христа, Сократа». З тексту вірша випливає, що слава, до якої прагне автор, — це слава поета-революціонера і патріота. Твір є виявом високої громадянської мужності Шевченка, якого не зламали каземати «Третього відділу» і заслання. Варіація теми слави — у вірші «Слава».